# ناوکی نومورا
ناوکی نومورا (انگلیسی: Naoki Nomura؛ زادهٔ ۱۷ آوریل ۱۹۹۱) بازیکن فوتبال اهل ژاپن است.
از باشگاه‌هایی که در آن بازی کرده‌است می‌توان به باشگاه فوتبال یوکوهاما اشاره کرد.